# Água de cheiro
A água de cheiro é utilizada na Lavagem do Bonfim em Salvador na Bahia, e em outros rituais do Candomblé, Batuque, Xambá, é também chamada de amassi, é preparada com folhas perfumadas maceradas em água.
Em alguns casos pode-se acrescentar água de lavanda ou alfazema.